# PGC 3135982
LEDA/PGC 3135982  ist eine Galaxie im Sternbild Drache am Nordsternhimmel. Sie ist schätzungsweise 422 Millionen Lichtjahre von der Milchstraße entfernt. Im selben Himmelsareal befinden sich die Galaxien NGC 6338, NGC 6345, NGC 6346, IC 4649.